# طاهرة رحمن
طاهرة رحمن (بالإنجليزية: Tahera Rahman)‏ (24 يناير 1991 - ) مذيعة أخبار في الولايات المتحدة ، مشتهرة بأنها أول مذيعة أخبار مسلمة محجبة عاملة بدوام كامل في 8 فبراير 2018، عملت مع WHBF-TV وKLJB حتى 27 سبتمبر 2019. وفي السابق، عملت في المحطة كمنتج خلف الكاميرات لمدة عامين تقريباً بعد انضمامها إليها في مايو 2016.

## وصلات خارجية
- كسر الحواجز دون كسر المبادئ - طاهرة الرحمن | مسلم واثق (الإنجليزية / الإنگليزية)